# Elizabeth Chadwick
Elizabeth Chadwick (* 1957) ist eine englische Bestsellerautorin historischer Romane.
Elizabeth Chadwick begann bereits im Alter von 15 Jahren, historische Romane zu schreiben. Jahre später, im Jahr 1990, nachdem sie bereits verheiratet war und zwei Söhne geboren hatte, wurde ihr erster Roman, The Wild Hunt, von der Penguin publishing group zur Veröffentlichung angenommen. Ein Jahr später gewann The Wild Hunt den Betty Trask Award, einen Preis für junge Autoren unter 35 Jahren, der ihr von Prince Charles überreicht wurde. Im Jahr 1995 schrieb sie den Roman First Knight nach dem Drehbuch des gleichnamigen Films mit Sean Connery und Richard Gere.
Inzwischen hat Chadwick mehr als 20 historische Romane geschrieben, die alle im Mittelalter spielen. Viele ihrer Romane gelangten auf die Auswahlliste des Romantic Novelist’s Award. Die Historical Novel Society in Großbritannien bezeichnete sie als die gegenwärtig beste Autorin mittelalterlicher Romane.

## Auszeichnungen
- Betty Trask Award

## Werke
- The Wild Hunt (1990) – Die wilde Jagd (1991), Teil 1 der Ravenstow-Serie
- The Running Vixen (1991) – Die Füchsin (1992), Teil 2 der Ravenstow-Serie
- The Leopard Unleashed (1992) – Die Leopardin (1993), Teil 3 der Ravenstow-Serie
- Children of Destiny (1993) – Schicksalsgefährten (1994)
- Shields of Pride (1994) – Die Halbbrüder (1994)
- First Knight (1995) – Der erste Ritter (1995)
- The Conquest (1996)
- The Champion (1997)
- The Love Knot (1998)
- The Marsh King’s Daughter (1999)
- Lords of the White Castle (2000) – Die Braut des Ritters (2006)
- The Winter Mantle (2002) – Die normannische Braut (2004)
- Falcons of Montabard (2003) – Der Falke von Montabard (2004), Nachfolgeroman zu Die normannische Braut, hat aber mit diesem inhaltlich nichts zu tun
- Shadows and Strongholds (2004) – Die Erbin der Festung (2006)
- The Greatest Knight (2005) – Der Ritter der Königin (2008), Teil 1 der William-Marshal-Reihe
- The Scarlet Lion (2006) – Der scharlachrote Löwe (2009), Teil 2 der William-Marshal-Reihe
- A Place Beyond Courage (2006) – Das Banner der Königin, Buch über Vater von William Marshal
- Daughters of the Grail (2006) – Neuauflage von Children of Destiny
- The Time of Singing (2008) – Die Rose von Windsor (2011)
- To Defy a King (2010) – Die englische Rebellin (2012), Buch über Tochter von William Marshal
- The Summer Queen (2013) – Das Lied der Königin (2014), Erster Band der Trilogie über Alienor von Aquitanien.
- The Winter Crown (2015) – Das Herz der Königin (2016), Zweiter Band der Trilogie über Alienor von Aquitanien.
- The Autumn Throne (2016) – Das Vermächtnis der Königin (2017), Dritter Band der Trilogie über Alienor von Aquitanien.
- Templar Silks (2018) – Der letzte Auftrag des Ritters (2018)
- The Irish Princess (2019) – Die irische Prinzessin (2020)
- The Coming of the Wolf (2020) – Das Herz des Feindes (2022)